# Arvvas
Arvvas är en norsksamisk musikduo bestående av den samiska musikern, sångerskan och jojkaren Sara Marielle Gaup Beaska och basisten Steinar Raknes. Duon grundades 2014 efter att Sara Marielle Gaup Beaska la ner sitt tidigare musikprojekt Adjágas.
Duon har gjort sig känt för sitt unika sound, vilket kombinerar jojk, jazz blues och americana på ett mycket eget vis. 2016 släppte de sin debutskiva Remembrance på skivbolaget Nordic Notes.